# 沪岚高速动车组列车
沪岚高速动车组列车是中国铁路运行于直辖市上海市至福建省福州市下属平潭县平潭站的高速动车组列车，自2021年1月20日起开行，现合计开行2对列车，客运乘务均由南昌局集团福州客运段担任。其中G1629/1630次列车途经上海市、江苏省、浙江省、安徽省、江西省、福建省五省一市，G1637/1634次列车途经上海市、浙江省、江西省、福建省三省一市。

## 历史
2021年1月20日，配合福平铁路开通，原上海虹桥~福州G1635/1634次列车延长至平潭站始发终到。
2025年1月5日，配合沪苏湖高速铁路开通，新增上海南（上海虹桥）~平潭G1629/1630次列车。
2025年7月1日，配合沪昆客运专线杭州南至长沙南段达速运营，G1635次列车车次调整为G1637次。

## 使用列车
G1629/1630次列车使用配属于南昌局集团福州南动车运用所的CRH380A，重联运行；G1637/1635次列车使用配属于南昌局集团福州南动车运用所的CRH380AL。